# Dicranomyia whitei
Dicranomyia whitei là một loài ruồi trong họ Limoniidae. Chúng phân bố ở miền Australasia.